# Encheiridion macrorrhynchium
Encheiridion macrorrhynchium là một loài thực vật có hoa trong họ Lan. Loài này được (Schltr.) Summerh. mô tả khoa học đầu tiên năm 1943.